# ŠKAS
ŠKAS (Špitalnogo-Komarickogo Aviacionnyj Skorostrelnyj; rusky: ШКАС – Шпитального–Комарицкого авиационный скорострельный, Špitalného-Komarického letecký rychlopalný) byl 7,62mm kulomet používaný v sovětských letadlech během 30. let a během druhé světové války. Byl zkonstruován Borisem Špitalnym a Irinarchem Komarickým. Kulomety ŠKAS byly používány na většině sovětských stíhacích a bombardovacích letadlech. Na jeho základě byl později zkonstruován kanón ŠVAK.